# Alpinia petiolata
Alpinia petiolata är en enhjärtbladig växtart som beskrevs av John Gilbert Baker. Alpinia petiolata ingår i släktet Alpinia och familjen Zingiberaceae. Inga underarter finns listade i Catalogue of Life.